# Plaza de Santa María (Vitoria)
La plaza de Santa María es un espacio público de la ciudad española de Vitoria.

## Descripción
La plaza, que obtuvo título propio en 1855, está encerrada entre las calles de Fray Zacarías Martínez y de la Cuchillería y los cantones de Santa María y de San Marcos. Alberga la catedral de Santa María y conduce a ella la calle homónima. Aparece descrita en la Guía de Vitoria (1901) de José Colá y Goiti con las siguientes palabras:

Plazuela de Santa María.—Se le dió este título, que es el primitivo, en 1855, y antes era parte de «El Campillo,» en la primitiva población. Comienza en el final de la calle de las Escuelas.

El número 1 de esta plazuela es el Seminario Conciliar, inaugurado en 1880. El arco de ingreso á la capilla es de estilo plateresco y era la puerta principal del antiguo Hospitalillo de Santa María y Casa de Refugio, sobre parte de cuyo terreno se alza el Seminario. En la capilla hay muchos cuadros, distinguiéndose entre ellos un san Gerónimo. La biblioteca es muy numerosa.

Cierran esta plazuela pr el norte y oriente la Santa Iglesia Catedral y la iglesia parroquial de Santa María, formando ambas iglesias una sola fábrica. La Catedral es otra de las dos iglesias que, además de San Miguel,—como decimos al describir la de San Vicente,—halló en Gaztéiz el rey navarro Don Sancho el Sabio, pero de aquella fábrica apenas queda vestigio siendo la actual de mediados del siglo XIV, perteneciendo su arquitectura al segundo periodo del estilo gótico. El 14 de febrero de 1498 se trasladó á ella la colegiata de Armentia, y en 28 de abril de 1862 fué erigida en Catedral de la diócesis vascongada, con arreglo al Concordato de 1851. La torre fué destruida por un incendio el 2 de enero de 1856, hasta el cuerpo de las campanas. El suntuoso pórtico está decorado con numerosas estátuas, así como las tres puertas que corresponden á las tres naves, pero toda la estatuaria está muy maltratada y algunas imágenes mutiladas. En la capilla de san Juan hay una bella lápida de bronce, con leyenda gótica y adornos de Renacimiento, tapada antes con un confesonario, y que luce ahora libre de estorbos merced á las gestiones de quien esto escribe. A la entrada de la sacristía de canónigos existe un bello altar del Renacimiento, cuyo retablo le forman infinito número de estatuitas de relevante mérito artístico casi todas, aunque se percibe en la ejecución más de un autor. En el centro del presbiterio se alza un correcto y elegante templete, de órden compuesto, trazado por Olaguíbel, orlado por dos ángeles de notable factura, y presidiendo este conjunto en un elevado retablo, una Asunción, en alto relieve, sostenida por un trono de ángeles, obra de Valdivielso. En diversas capillas hay enterramientos de estilo gótico y del Renacimiento. La artística sacristía de canónigos está adornada con cuadros de reconocido mérito: sobre la cajonería hay doce cuadritos representando las cabezas de los apóstoles, de autores desconocidos, pudiendo pasar algunos de aquellos como de los discípulos de Juan de Joanes y tal cual lienzo como de Zurbarán. En tres de los cuatro costados que sirven de apoyo á la bóveda existen tres magníficos lienzos: en el testero principal un gran cuadro llamado de la Piedad, representando á Jesús bajado de la cruz, de estilo de Murillo; frente á éste una bella Concepción, de Carreño; en el tercer testero una hermosa Magdalena, estando el cuarto lado ocupado por una gran ventana. En el guarda joyas se custodia entre otros objetos y alhajas de crecido valor intrínseco una cruz parroquial denominada de Samaniego que se atribuye á Zellini, y una preciosa escultura, imagen románica, representando á la Virgen sentada, teniendo al niño Dios en una de sus rodillas.

Como queda dicho la Catedral y la iglesia parroquial de Santa María forman un sólo conjunto, comunicándose interiormente por una gran puerta abierta en el muro medianero. En 1862 fué erigida en parroquia y aunque pequeño el templo encierra esculturas de reconocido mérito, siendo este templo un pequeño museo de obras del insigne y original Valdivielso. El altar mayo se halla resguardado por una barandilla y en ella y en los laterales del altar hay un san Judas Tadeo y dos serafines de Valdivielso; son de este mismo autor la Dolorosa y el Crucifijo que tiene delante, y los dos ángeles del coronamiento, y el retablo de las Ánimas y su altar, con los otros dos ángeles que sostienen el medallón de la parte superior. Toda la iglesia es gótica de una sola nave y tiene vidriería de colores.
(Colá y Goiti, 1901, pp. 58-61)